# Еремеева, Оксана Николаевна
Оксана Николаевна Еремеева (в девичестве Рябиничева; 21 февраля 1990, Красноярск) — российская футболистка, защитница клуба «Крылья Советов». Мастер спорта России (2010). Выступала за сборную России.

## Биография
Воспитанница красноярского футбола. На взрослом уровне дебютировала в 2007 году в составе воронежской «Энергии» в первом дивизионе. С 2008 года со своим клубом играла в высшей лиге, где за четыре года сыграла 59 матчей и забила 19 голов. Обладательница серебряных (2010) и бронзовых (2009) медалей национального чемпионата.
В ходе сезона 2011/12 перешла в «Зоркий», в его составе становилась чемпионкой (2012/13) и серебряным призёром (2011/12) чемпионата России, финалистом Кубка России (2012). Принимала участие в матчах еврокубков.
В 2014 году перешла в «Рязань-ВДВ», но провела только один сезон и приостановила карьеру из-за рождения ребёнка. В 2017 году вернулась на поле, становилась чемпионкой (2018) и серебряным призёром (2017) чемпионата России, финалисткой Кубка страны (2018).
В 2020 году включалась в заявку клуба «Рязань-ВДВ» и затем красноярского «Енисея», но в официальных матчах не играла. Дебютные матчи за «Енисей» сыграла весной 2021 года. С января 2023 года до декабря 2024 выступала за клуб «Звезда-2005». В январе 2025 года перешла в «Крылья Советов».
Выступала за молодёжную сборную России, забила 10 голов. Автор шести голов в матче против ровесниц из Молдавии (19:0) в 2008 году. В составе студенческой сборной России — участница на Универсиады 2009 года в Белграде, где россиянки заняли пятое место.
В национальной сборной России дебютировала 24 октября 2010 года в товарищеском матче против Украины. Всего в 2010—2011 годах сыграла 7 матчей.

## Личная жизнь
Супруг — бывший футболист воронежского «Факела» Владимир Еремеев.